# Hoplothrips xanthocephalus
Hoplothrips xanthocephalus är en insektsart som först beskrevs av Ian A. Hood 1936.  Hoplothrips xanthocephalus ingår i släktet Hoplothrips och familjen rörtripsar. Inga underarter finns listade i Catalogue of Life.